# Massimiliano Ferrigno
Massimiliano Ferrigno (Gela, 27 gennaio 1974) è un dirigente d'azienda ed ex calciatore italiano, di ruolo centrocampista.

## Carriera
Ferrigno fece il suo esordio professionistico al Como nel 1992 in Serie C1. Nel 1994 conquistò coi lariani la promozione in Serie B, retrocedendo nuovamente in Serie C1 l'anno seguente. Rimase a Como fino al 1997, quando nel mercato di riparazione si trasferì al Brescello e l'estate successiva all'Acireale, sempre in Serie C1. Nel 1998 rientrò al Como, disputandovi altre tre stagioni in Serie C1 e assumendo la fascia di capitano.
La stagione 2000-2001 (conclusasi con la promozione del Como in Serie B) terminò per Ferrigno già il 19 novembre 2000: a seguito di un'espulsione rimediata al Sinigaglia nella partita contro il Modena (terminata 1-0 per i lariani), nel dopogara aggredì all'interno degli spogliatoi il giocatore modenese Francesco Bertolotti (peraltro suo ex compagno ai tempi del Brescello) tirandogli un pugno in testa. Bertolotti cadde scompostamente a terra e sbatté la testa, finendo in coma. Trasportato in ospedale in gravi condizioni, Bertolotti fu sottoposto a un complesso intervento chirurgico - con applicazione di una placca di metallo intracranica - e restò 9 giorni in coma, rimanendo poi ricoverato per lungo tempo; per i postumi del trauma dovette abbandonare il calcio giocato.
La commissione disciplinare di Serie C inflisse a Ferrigno una squalifica di tre anni, sino al 31 dicembre 2003; il fatto gli costò inoltre un rinvio a giudizio per lesioni gravissime. In tribunale patteggiò una pena di 10 mesi di reclusione con la condizionale e un risarcimento pecuniario in favore di Bertolotti.
Scontata la squalifica, Ferrigno tornò a giocare nel Como, che nel frattempo dopo una promozione in Serie A era nuovamente tornato in B, disputando 22 partite di campionato coi lombardi. La stagione seguente, dopo la retrocessione del Como in Serie C1, passò al Perugia in Serie B; nel gennaio 2005 rescisse il contratto con la società umbra e si ritirò dall'attività agonistica.
In carriera ha totalizzato complessivamente 66 presenze e 4 reti in Serie B.
Nel 2011 ha fondato il gruppo HS Marketing, che opera nel campo del marketing sportivo.
Nel 2023 diventa direttore marketing e commerciale di Treviso Basket.

## Palmarès

### Club

#### Competizioni nazionali
- Coppa Italia Serie C: 1

Como: 1996-1997